# برج تورنادو
برج تورنادو الذي يسمى أيضا برج كيبكو هو ناطحة سحاب عالية الارتفاع في مدينة الدوحة، قطر. يبلغ ارتفاع البرج 640 قدم (195 متر) ويتكون من 52 طابق. بدأ البناء في عام 2006 واكتمل في عام 2008.
تبلغ مساحة أرض البرج 199,000 قدم مربع ولكن تبلغ مساحة أرض البناء 32300 قدم مربع فقط وتركت الكثير من المساحة المفتوحة من حوله لتعزيز الجمالية. تشمل البصمة الدائرية للمبنى الذي يبلغ قطره 97 قدما في قاعدته مطعما على مستوى الأرض ومصرف من بين وسائل الراحة الأخرى. يوجد ستة عشر مصعد يخدم ما يقرب من 904,000 قدم مربع من المكاتب الموجودة في البرج. يوجد في المبنى 1500 موقف للسيارات في ثلاثة طوابق من مواقف السيارات الموجودة تحت الأرض. بسبب الشكل الزجاجي للمبنى فإنه يتراوح إجمالي المساحة المكتبية القابلة للاستئجار في كل طابق من 13,560 إلى 25,800 قدم مربع وهذا يوفر مرونة عالية في كل من مساحة المكاتب المتاحة وتخطيط المساحات المكتبية في كل طابق. الطوابق الثلاثة العليا من البرج هي مساحة مكتب فاخرة وتحيط بها الشرفات. يمكن للمستوى العلوي من طوابق كبار الشخصيات الوصول المباشر إلى منصة هبوط طائرات الهليكوبتر.